# Xystrocera holatripes
Xystrocera holatripes es una especie de escarabajo longicornio del género Xystrocera, categorizada en la tribu Xystrocerini, de la subfamilia Cerambycinae. Fue descrita por Breuning en 1957.

## Descripción
Mide 10-17 mm de longitud.

## Distribución
Se distribuye por República Democrática del Congo.